# Camellia Japonica
Camellia Japonica è il secondo album dei Dazzle Vision, pubblicato il 25 aprile 2007.
Il titolo dell'album viene dal nome scientifico della camelia da fiore.

## Il disco
Camellia Japonica è l'unico album dei Dazzle Vision ad avere una tracklist completamente in inglese. L'album si discosta parecchio dalle sonorità Indie del precedente Origin of Dazzle, avvicinandosi molto più a un J-Rock con alcune influenze gothic rock internazionali; la traccia di chiusura, starfish, è una ballata acustica. Contrariamente al precedente lavoro, in Camellia Japonica compaiono delle parti di tastiere, eseguite dal bassista Takuro. È il primo e unico album registrato con il nuovo chitarrista Ryu.
Per la promozione dell'album è stato realizzato un videoclip per la canzone Camellia; il brano è stato incluso anche nella compilation di artisti vari Gothic Emily pubblicata il 27 novembre 2007.

## Lista tracce
Testi di Maiko e Takuro, musiche dei Dazzle Vision.
1. rain forest – 4:23
2. COLORED – 3:25
3. not try to fly – 5:19
4. Camellia – 3:28
5. left to cry there – 4:00
6. crash in 2 – 3:34
7. To'us – 1:47
8. Child be found of... – 3:28
9. the mad o party – 4:27
10. starfish – 4:12

## Formazione
- Maiko – voce
- Ryu – chitarra
- Takuro – basso; tastiere in left to cry there, To'us, the mad o party e starfish
- Haru – batteria